# August Robert Tändler
August Robert Tändler (* 30. April 1850 in Ebenheit (Königstein); † 21. März 1902 in Leipzig) war ein deutscher Reichsgerichtsrat.

## Leben
1870 legte er das Abitur an der Kreuzschule in Dresden ab. 1877 wurde er auf den sächsischen Landesherrn vereidigt. 1879 wurde er Amtsrichter und 1882 Landgerichtsrat. 1889 ernannte man ihn zum Landgerichtsdirektor und 1894 zum Oberlandesgerichtsrat. 1899 kam er an das Reichsgericht. Er war im VII. Zivilsenat tätig. Er verstarb 1902.

## Schriften
- Ueber das Zwangsversteigerungsverfahren, Sächsisches Archiv für bürgerliches Recht und Prozeß, Band 9, 1899, S. 593.

## Quelle
- Adolf Lobe: Fünfzig Jahre Reichsgericht am 1. Oktober 1929, Berlin 1929, S. 367.

## Belege
1. ↑  Anton Bettelheim (Hrsg.): Biographisches Jahrbuch und deutscher Nekrolog. Band 7, 1902, Reimer, Berlin S. 115*
2. ↑  “Der Aristotelische Gottesbegriff. Die Principien der Sinnenwelt (zweiter Abschnitt).” Programm des Gymnasiums zum heiligen Kreuz in Dresden womit zu den öffentlichen Prüfungen der Klassen, Dresden 1870, S. 51.

| Personendaten    | Personendaten               |
| ---------------- | --------------------------- |
| NAME             | Tändler, August Robert      |
| KURZBESCHREIBUNG | deutscher Reichsgerichtsrat |
| GEBURTSDATUM     | 30. April 1850              |
| GEBURTSORT       | Ebenheit (Königstein)       |
| STERBEDATUM      | 21. März 1902               |
| STERBEORT        | Leipzig                     |